# ヴォカリーズ
ヴォカリーズ（フランス語: vocalise、ドイツ語: Vokalise）は、歌詞を伴わずに（しばしば1種類以上の）母音のみによって歌う歌唱法を指す。名称はフランス語の動詞 vocaliser（声にする、声だけで歌う）の派生名詞 (déverbal) である。母音唱法とも呼ばれる。主に発声練習の際に用いられるが、ヴォカリーズによって歌うことを指定した声楽作品も存在する。

## 歴史
ヴォカリーズの起源は18世紀半ばにさかのぼり、ジャン＝アントワーヌ・ベラールの編纂した曲集『歌の技芸』（L'art du chant, 1755年）において、声楽技巧の有意義な練習曲としてリュリやラモーの歌曲の旋律が歌詞なしで掲載されたのが起こりである。どの練習曲にもそれぞれが提起する技巧的要求について指示が添えられていた。19世紀までにヴォカリーズは既存の歌曲から旋律を取り出すのではなく、教育的意図から新たに作曲することが通例となった。
ヴォカリーズに関連する伝統は19世紀に飛躍を遂げ、歌詞なしの練習曲にピアノ伴奏が付けられた。これは当時、（《カプリッチョ》などのように名目上「練習曲」とは呼ばれていない楽曲も含めて）機械的な練習曲にさえピアノ伴奏をつけた流行に従ったものであり、そのようにすることで演奏者が音楽をより芸術的に解釈できるようにと目論まれたのであった。

## 作品
最も有名なヴォカリーズ作品は、1915年にソプラノ歌手アントニーナ・ネジダーノヴァのために作曲された、ラフマニノフの『ヴォカリーズ』作品34-14であろうといわれる。当初はピアノ伴奏歌曲として作曲されたが、作曲者本人による管弦楽伴奏版で初演され、後には独奏楽器とピアノのための二重奏といった編曲もなされて、いずれの形でも広く親しまれている。
その他の作曲家では、ラヴェルの『ハバネラ形式のヴォカリーズ練習曲』、プロコフィエフの『5つの歌』作品35、コープランドの『ヴォカリーズ』、メシアンの『ヴォカリーズ』などの例がある。ラヴェル、プロコフィエフ、メシアンの各作品は、ラフマニノフ作品と同様に、作曲者その他によって器楽編曲もなされている。
なお、メシアンは『世の終わりのための四重奏曲』の第2楽章を「世の終わりを告げる天使のためのヴォカリーズ」と名づけているが、これは想像上の天使の声を器楽で「再現」した純粋な室内楽曲であって、声楽パートは含まれていない。
レインゴリト・グリエールは、ヴォカリーズによる独唱とオーケストラのための「協奏曲」として、『コロラトゥーラ・ソプラノのための協奏曲』を作曲している。その他、オーケストラ作品において、部分的にヴォカリーズによる独唱を用いた例もある。
- カール・ニールセン『交響曲第3番』の第2楽章
- レイフ・ヴォーン・ウィリアムズ『田園交響曲』の第4楽章

合唱においては、ヴォカリーズは主旋律の伴奏の役割として、あるいは音色的な効果を狙うためなどの理由で広く用いられている。合唱が最初から最後までヴォカリーズで行われている例として、以下の作品が挙げられる。
- ドビュッシー『夜想曲』の第3楽章「シレーヌ」
- モーリス・ラヴェル『ダフニスとクロエ』
- バルトーク・ベーラ『中国の不思議な役人』
- ホルスト『惑星』の終曲「海王星」
- フレデリック・ディーリアス『高い丘の歌』
- レイフ・ヴォーン・ウィリアムズ『南極交響曲』

ヴォカリーズで歌われることを通例とする声楽練習曲集に、ジュゼッペ・コンコーネによるものがある。